# Sandra Labastie
Pour les articles homonymes, voir Labastie.
Sandra Labastie est une écrivaine française, née en 1969 à Biarritz.

## Biographie
Études de linguistique en Sorbonne (Paris 4). Son mémoire de DEA porte sur le code ésotérique dans L'œuvre au noir, de Marguerite Yourcenar. Elle part ensuite en voyage prolongé autour du monde. Elle a également écrit des pièces pour la radio. Elle est tour à tour reporter, traductrice, réalisatrice de documentaires, directrice de collection, content designer, UX designer ... 
Elle a obtenu deux bourses de création du Centre National du Livre (2012, 2018)
Son thème de prédilection est le pouvoir des mots comme axe de libération et la quête du sens. 
Son roman, Les papillons rêvent-ils d'éternité ? évoque l'extrémisme religieux à travers le regard d'une enfant, son endoctrinement et son chemin de libération associé. 
Son essai, Les mots, le silence et les dieux évoque le pouvoir numineux de l'écriture dans une société désenchantée. L'auteure my mène une réflexion sur les métamorphoses de l'écriture à travers le temps et sur le pouvoir transformateur des mots. 
Lettre d'amour au Minotaure est une réécriture poétique et subversive du mythe dans son contexte antique.  